# Joaquín Caparrós
Joaquín de Jesús Caparrós Camino (Utrera, 15 ottobre 1955) è un allenatore di calcio spagnolo.

## Carriera
Dal 1987 al 1996 allena squadre di serie minori quali il Campillo, il Motilla, l'Alcázar, il Conquense, il Manzanares ed il Moralo.
Nel 1996 approda al Recreativo de Huelva, dove rimane tre anni per poi trasferirsi, per la stagione 1999-2000, al Villarreal. In questa annata riesce a portare il club dalla Segunda División alla Primera División.
Durante l'estate del 2000 viene ingaggiato dal Siviglia, sulla cui panchina resta per cinque stagioni. In questo periodo forgia una squadra altamente competitiva, basata su giocatori esperti e giovani. La sua politica è "hombres, y no nombres", ovvero "uomini, e non nomi", con la quale il tecnico riesce a tirare fuori il meglio da giocatori di medio-basso livello.
In effetti il Siviglia che l'allenatore costruisce è quello che ottiene la qualificazione alla Coppa UEFA al termine dell'annata 2004-05 e che poi, partito Caparrós, dominerà questa competizione nei due anni successivi vincendo, inoltre, una Coppa del Re, una Supercoppa UEFA e una Supercoppa spagnola.
Dopo aver raggiunto la qualificazione alla Coppa UEFA, viene chiamato sulla panchina del Deportivo la Coruña, dove rimane per due stagioni, ottenendo un ottavo posto e un quattordicesimo posto in massima serie.
Nell'estate del 2007 viene ingaggiato dall'Athletic Club, con cui ottiene buoni risultati, tra cui una finale di Coppa del Re, una finale della Supercoppa di Spagna e due qualificazioni in UEFA Europa League, valorizzando nel contempo i giovani del vivaio. Lascia il club nell'estate del 2011, a seguito dell'elezione del nuovo presidente Josu Urrutia.
Il 27 luglio 2011 prende la guida della squadra svizzera del Neuchâtel Xamax, ma in seguito alle 5 sconfitte consecutive in avvio di campionato e alle reiterate intemperanze del presidente, il 3 settembre rassegna le dimissioni dall'incarico, con la squadra ultima a quota 6 punti dopo 7 giornate.
Il 4 ottobre 2011 viene nominato allenatore del Maiorca. Viene esonerato il 4 febbraio 2013, con la squadra ultima in classifica.
Nella stagione 2013-2014 allena il Levante, che conduce al decimo posto nella Liga. Il 23 maggio 2014 rinnova il contratto per due anni, ma una settimana dopo si accorda con il Granada.
Nella stagione seguente, il 16 gennaio 2015, con il Granada ultimo nella Liga ed eliminato malamente dalla Coppa del Re dal Siviglia (1-6 il risultato complessivo), viene sollevato dall'incarico.
Nel giugno 2017 è ingaggiato dai qatarioti dell'Al-Ahli Doha, ma il 27 dicembre si dimette per ragioni personali.
Il 28 aprile 2018 subentra a Vincenzo Montella sulla panchina del Siviglia per le ultime quattro partite della stagione, conducendo la squadra al settimo posto, valido per la qualificazione ai preliminari di Europa League. Al termine del campionato è nominato direttore sportivo del club andaluso.
Il 15 marzo 2019 torna panchina del Siviglia dopo l'esonero di Pablo Machín. Il 22 maggio, dopo aver condotto la squadra al sesto posto nella Liga, passa a ricoprire il ruolo di direttore dell'area scouting del club andaluso.
Il 10 marzo 2020 viene nominato commissario tecnico della nazionale armena. Nel novembre 2020, battendo la Macedonia del Nord per 1-0 a Nicosia, la squadra vince il proprio girone di Lega C di UEFA Nations League e viene promossa in Lega B, ottenendo nel contempo la possibilità di giocarsi un posto al campionato del mondo 2022 tramite i play-off. Nel marzo 2021 l'Armenia consegue tre vittorie consecutive nelle qualificazioni a Qatar 2022, ma nelle successive partite i risultati peggiorano, con la squadra che chiude al quarto posto il girone. Il 29 settembre 2022, dopo 5 sconfitte in 6 partite della UEFA Nations League 2022-2023, con conseguente retrocessione in Lega C, Caparrós e la federcalcio armena decidono di risolvere il contratto dell'allenatore in modo consensuale.
Dopo oltre 2 anni lontano dai campi da calcio, il 13 aprile 2025 torna alla guida del Sevilla per la quarta volta, firmando un accordo fino al termine della stagione .

## Statistiche

### Statistiche da allenatore

#### Club
Statistiche aggiornate al 13 luglio 2025.
| Stagione                   | Squadra                    | Campionato                 | Campionato | Campionato | Campionato | Campionato | Coppe nazionali | Coppe nazionali | Coppe nazionali | Coppe nazionali | Coppe nazionali | Coppe continentali | Coppe continentali | Coppe continentali | Coppe continentali | Coppe continentali | Altre coppe | Altre coppe | Altre coppe | Altre coppe | Altre coppe | Totale | Totale | Totale | Totale | % Vittorie | Piazzamento |
| Stagione                   | Squadra                    | Comp                       | G          | V          | N          | P          | Comp            | G               | V               | N               | P               | Comp               | G                  | V                  | N                  | P                  | Comp        | G           | V           | N           | P           | G      | V      | N      | P      | %          | Piazzamento |
| -------------------------- | -------------------------- | -------------------------- | ---------- | ---------- | ---------- | ---------- | --------------- | --------------- | --------------- | --------------- | --------------- | ------------------ | ------------------ | ------------------ | ------------------ | ------------------ | ----------- | ----------- | ----------- | ----------- | ----------- | ------ | ------ | ------ | ------ | ---------- | ----------- |
| 1990-1991                  | Gimnástico Alcázar         | TD                         | 36         | 17         | 10         | 9          | CR              | 2               | 0               | 1               | 1               | -                  | -                  | -                  | -                  | -                  | -           | -           | -           | -           | -           | 38     | 17     | 11     | 10     | 44,74      | 5°          |
| 1991-1992                  | Gimnástico Alcázar         | TD                         | 38+6       | 18+0       | 13+3       | 7+3        | CR              | 6               | 2               | 2               | 2               | -                  | -                  | -                  | -                  | -                  | -           | -           | -           | -           | -           | 48     | 20     | 18     | 12     | 41,67      | 4°          |
| Totale Gimnástico Alcázar  | Totale Gimnástico Alcázar  | Totale Gimnástico Alcázar  | 80         | 35         | 26         | 19         |                 | 8               | 2               | 3               | 3               |                    |                    |                    |                    |                    |             |             |             |             |             | 88     | 37     | 29     | 22     | 42,05      |             |
| 1992-1993                  | Conquense                  | TD                         | 38+6       | 27+3       | 6+2        | 5+1        | CR              | 6               | 3               | 1               | 2               | -                  | -                  | -                  | -                  | -                  | -           | -           | -           | -           | -           | 50     | 33     | 9      | 8      | 66,00      | 2°          |
| 1994-1995                  | Manzanares CF              | TD                         | 38         | 15         | 12         | 11         | -               | -               | -               | -               | -               | -                  | -                  | -                  | -                  | -                  | -           | -           | -           | -           | -           | 38     | 15     | 12     | 11     | 39,47      | 7°          |
| 1995-1996                  | Moralo                     | TD                         | 38+6       | 24+2       | 7+2        | 7+2        | -               | -               | -               | -               | -               | -                  | -                  | -                  | -                  | -                  | -           | -           | -           | -           | -           | 44     | 26     | 9      | 9      | 59,09      | 3°          |
| 1996-1997                  | Recreativo Huelva          | SDB                        | 38+6       | 17+3       | 12+2       | 9+1        | -               | -               | -               | -               | -               | -                  | -                  | -                  | -                  | -                  | -           | -           | -           | -           | -           | 44     | 20     | 13     | 10     | 45,45      | 4°          |
| 1997-1998                  | Recreativo Huelva          | SDB                        | 38+6       | 18+5       | 13+0       | 7+1        | CR              | 6               | 3               | 1               | 2               | -                  | -                  | -                  | -                  | -                  | -           | -           | -           | -           | -           | 50     | 26     | 14     | 10     | 52,00      | 2° (prom.)  |
| 1998-1999                  | Recreativo Huelva          | SD                         | 42         | 14         | 16         | 12         | CR              | 4               | 1               | 0               | 3               | -                  | -                  | -                  | -                  | -                  | -           | -           | -           | -           | -           | 46     | 15     | 16     | 15     | 32,61      | 12°         |
| Totale Recreativo Huelva   | Totale Recreativo Huelva   | Totale Recreativo Huelva   | 130        | 57         | 43         | 30         |                 | 10              | 4               | 1               | 5               |                    |                    |                    |                    |                    |             |             |             |             |             | 140    | 61     | 44     | 35     | 43,57      |             |
| ago.-ott. 1999             | Villarreal                 | SD                         | 7          | 2          | 3          | 2          | CR              | -               | -               | -               | -               | -                  | -                  | -                  | -                  | -                  | -           | -           | -           | -           | -           | 7      | 2      | 3      | 2      | 28,57      | Eson.       |
| 2000-2001                  | Siviglia                   | SD                         | 42         | 23         | 11         | 8          | CR              | 1               | 0               | 0               | 1               | -                  | -                  | -                  | -                  | -                  | -           | -           | -           | -           | -           | 43     | 23     | 11     | 9      | 53,49      | 1° (prom.)  |
| 2001-2002                  | Siviglia                   | PD                         | 38         | 14         | 11         | 13         | CR              | 1               | 0               | 0               | 1               | -                  | -                  | -                  | -                  | -                  | -           | -           | -           | -           | -           | 39     | 14     | 11     | 14     | 35,90      | 8°          |
| 2002-2003                  | Siviglia                   | PD                         | 38         | 13         | 11         | 14         | CR              | 6               | 4               | 1               | 1               | -                  | -                  | -                  | -                  | -                  | -           | -           | -           | -           | -           | 44     | 17     | 12     | 15     | 38,64      | 10°         |
| 2003-2004                  | Siviglia                   | PD                         | 38         | 15         | 10         | 13         | CR              | 8               | 6               | 0               | 2               | -                  | -                  | -                  | -                  | -                  | -           | -           | -           | -           | -           | 46     | 21     | 10     | 15     | 45,65      | 6°          |
| 2004-2005                  | Siviglia                   | PD                         | 38         | 17         | 9          | 12         | CR              | 6               | 5               | 0               | 1               | CU                 | 10                 | 5                  | 2                  | 3                  | -           | -           | -           | -           | -           | 54     | 27     | 11     | 16     | 50,00      | 6°          |
| 2005-2006                  | Deportivo La Coruña        | PD                         | 38         | 15         | 10         | 13         | CR              | 6               | 2               | 2               | 2               | Int.               | 8                  | 6                  | 0                  | 2                  | -           | -           | -           | -           | -           | 52     | 23     | 12     | 17     | 44,23      | 8°          |
| 2006-2007                  | Deportivo La Coruña        | PD                         | 38         | 12         | 11         | 15         | CR              | 8               | 3               | 2               | 3               | -                  | -                  | -                  | -                  | -                  | -           | -           | -           | -           | -           | 46     | 15     | 13     | 18     | 32,61      | 13°         |
| Totale Deportivo La Coruna | Totale Deportivo La Coruna | Totale Deportivo La Coruna | 76         | 27         | 21         | 28         |                 | 14              | 5               | 4               | 5               |                    | 8                  | 6                  | 0                  | 2                  |             |             |             |             |             | 98     | 38     | 25     | 35     | 38,78      |             |
| 2007-2008                  | Athletic Bilbao            | PD                         | 38         | 13         | 11         | 14         | CR              | 6               | 1               | 4               | 1               | -                  | -                  | -                  | -                  | -                  | -           | -           | -           | -           | -           | 44     | 14     | 15     | 15     | 31,82      | 11°         |
| 2008-2009                  | Athletic Bilbao            | PD                         | 38         | 12         | 8          | 18         | CR              | 9               | 4               | 2               | 3               | -                  | -                  | -                  | -                  | -                  | -           | -           | -           | -           | -           | 47     | 16     | 10     | 21     | 34,04      | 13°         |
| 2009-2010                  | Athletic Bilbao            | PD                         | 38         | 15         | 9          | 14         | CR              | 2               | 0               | 1               | 1               | UEL                | 12                 | 5                  | 3                  | 4                  | SS          | 2           | 0           | 0           | 2           | 54     | 20     | 13     | 21     | 37,04      | 8°          |
| 2010-2011                  | Athletic Bilbao            | PD                         | 38         | 18         | 4          | 16         | CR              | 4               | 2               | 2               | 0               | -                  | -                  | -                  | -                  | -                  | -           | -           | -           | -           | -           | 42     | 20     | 6      | 16     | 47,62      | 6°          |
| Totale Athletic Bilbao     | Totale Athletic Bilbao     | Totale Athletic Bilbao     | 152        | 58         | 32         | 62         |                 | 21              | 7               | 9               | 5               |                    | 12                 | 5                  | 3                  | 4                  |             | 2           | 0           | 0           | 2           | 187    | 70     | 44     | 73     | 37,43      |             |
| lug.-ago. 2011             | Neuchâtel Xamax            | SL                         | 5          | 1          | 3          | 1          | CS              | -               | -               | -               | -               | -                  | -                  | -                  | -                  | -                  | -           | -           | -           | -           | -           | 5      | 1      | 3      | 1      | 20,00      | Sub. Dimis. |
| ott. 2011-2012             | Maiorca                    | PD                         | 32         | 12         | 9          | 11         | CR              | 6               | 2               | 0               | 4               | -                  | -                  | -                  | -                  | -                  | -           | -           | -           | -           | -           | 38     | 14     | 9      | 15     | 36,84      | Sub. 8°     |
| 2012-feb. 2013             | Maiorca                    | PD                         | 22         | 4          | 5          | 13         | CR              | 4               | 0               | 2               | 2               | -                  | -                  | -                  | -                  | -                  | -           | -           | -           | -           | -           | 26     | 4      | 7      | 15     | 15,38      | Eson.       |
| Totale Maiorca             | Totale Maiorca             | Totale Maiorca             | 54         | 16         | 14         | 24         |                 | 10              | 2               | 2               | 6               |                    |                    |                    |                    |                    |             |             |             |             |             | 64     | 18     | 16     | 30     | 28,13      |             |
| 2013-2014                  | Levante                    | PD                         | 38         | 12         | 12         | 14         | CR              | 6               | 2               | 1               | 3               | -                  | -                  | -                  | -                  | -                  | -           | -           | -           | -           | -           | 44     | 14     | 13     | 17     | 31,82      | 10°         |
| 2014-gen. 2015             | Granada                    | PD                         | 18         | 2          | 8          | 8          | CR              | 4               | 1               | 1               | 2               | -                  | -                  | -                  | -                  | -                  | -           | -           | -           | -           | -           | 22     | 3      | 9      | 10     | 13,64      | Eson.       |
| nov. 2016-gen. 2017        | Osasuna                    | PD                         | 5          | 0          | 0          | 5          | CR              | 3               | 1               | 0               | 2               | -                  | -                  | -                  | -                  | -                  | -           | -           | -           | -           | -           | 8      | 1      | 0      | 7      | 12,50      | Sub. eson.  |
| set.-nov. 2017             | Al-Ahli                    | QSL                        | 11         | 4          | 2          | 5          | QSC             | 5               | 2               | 2               | 1               | -                  | -                  | -                  | -                  | -                  | -           | -           | -           | -           | -           | 16     | 6      | 4      | 6      | 37,50      | Dimis.      |
| apr.-mag. 2018             | Siviglia                   | PD                         | 4          | 3          | 1          | 0          | CR              | -               | -               | -               | -               | UCL                | -                  | -                  | -                  | -                  | -           | -           | -           | -           | -           | 4      | 3      | 1      | 0      | 75,00      | Sub. 7°     |
| mar.-mag. 2019             | Siviglia                   | PD                         | 11         | 6          | 1          | 4          | CR              | -               | -               | -               | -               | UEL                | -                  | -                  | -                  | -                  | SS          | -           | -           | -           | -           | 11     | 6      | 1      | 4      | 54,55      | Sub. 6°     |
| apr.-mag. 2025             | Siviglia                   | PD                         | 7          | 1          | 2          | 4          | CR              | -               | -               | -               | -               | -                  | -                  | -                  | -                  | -                  | -           | -           | -           | -           | -           | 7      | 1      | 2      | 4      | 14,29      | Sub.        |
| Totale Siviglia            | Totale Siviglia            | Totale Siviglia            | 216        | 92         | 56         | 68         |                 | 22              | 15              | 1               | 6               |                    | 10                 | 5                  | 2                  | 3                  |             |             |             |             |             | 248    | 112    | 59     | 77     | 45,16      |             |
| Totale carriera            | Totale carriera            | Totale carriera            | 918        | 377        | 249        | 292        |                 | 109             | 44              | 25              | 40              |                    | 30                 | 16                 | 5                  | 9                  |             | 2           | 0           | 0           | 2           | 1 059  | 437    | 279    | 343    | 41,27      |             |

#### Nazionale
Statistiche aggiornate al 5 settembre 2021.
| 2020           | Armenia        | UEFA Nations League | 1º nel gruppo 2, promosso in lega B | 6  | 3 | 2 | 1 | 50,00 | 9  | 6  | +3  |
| 2021           | Armenia        | Qual. Mondiale 2022 | 4º nel gruppo J                     | 10 | 3 | 3 | 4 | 30,00 | 9  | 20 | -11 |
| Dal 2020       | Armenia        | Amichevoli          |                                     | 2  | 0 | 1 | 1 | &0,00 | 2  | 4  | -2  |
| Totale Armenia | Totale Armenia | Totale Armenia      | Totale Armenia                      | 18 | 6 | 6 | 6 | 33,33 | 20 | 30 | -10 |

## Palmarès

### Allenatore
- Segunda Division: 1

Siviglia: 2000-2001